# 盧巴爾圖夫
51°28′N 22°36′E / 51.467°N 22.600°E

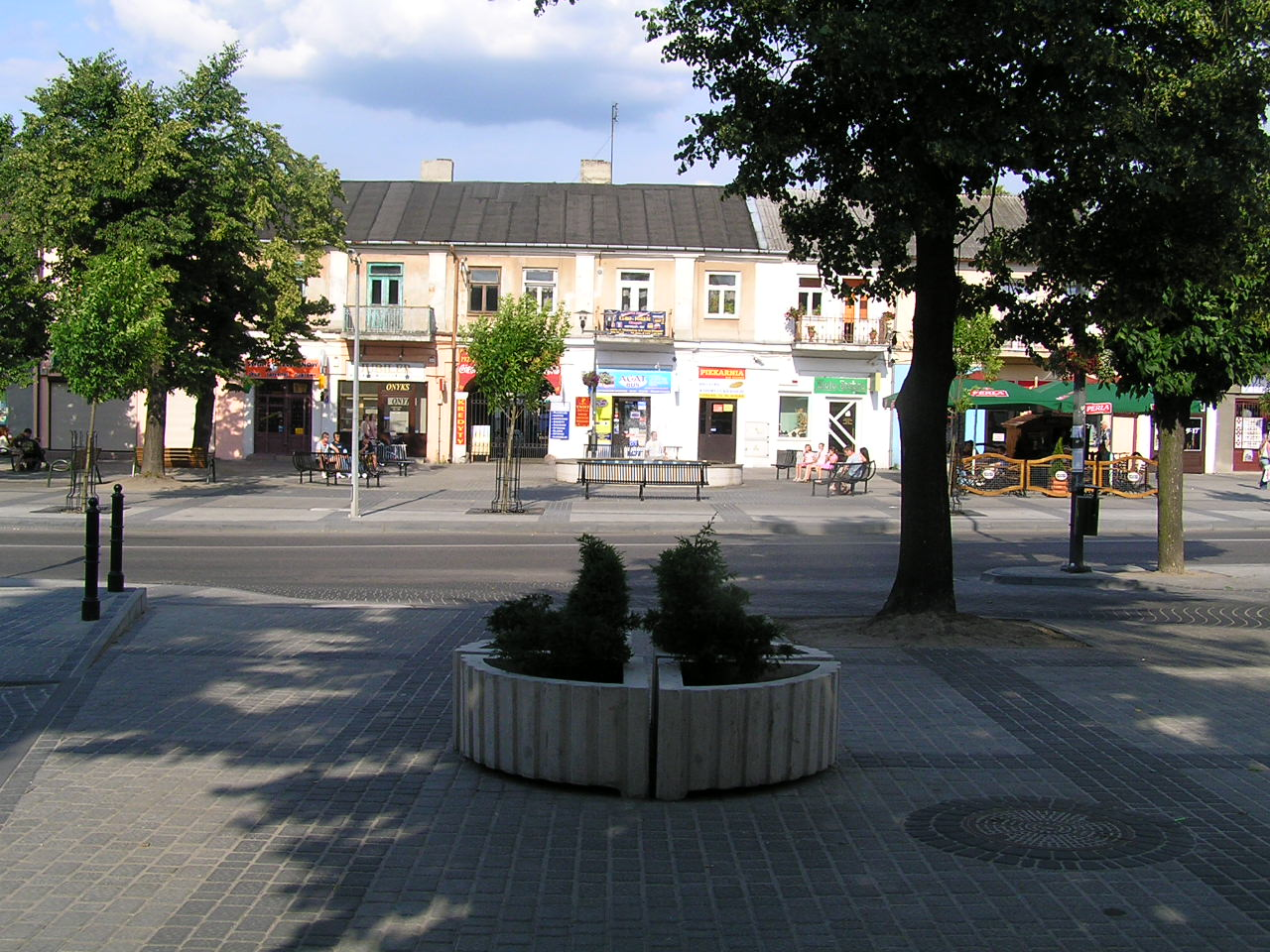

盧巴爾圖夫是波蘭的城鎮，位於該國東部，距離首府盧布林26公里，由盧布林省負責管轄，始建於1543年5月29日，面積13.91平方公里，2006年人口22,950。

## 外部連結
- Lubartów portal （页面存档备份，存于）
- images[永久]
- images （页面存档备份，存于）